# Station Noisy-le-Grand - Mont d'Est
Noisy-le-Grand - Mont d'Est is een station in de Franse gemeente Noisy-le-Grand in het departement Seine-Saint-Denis.

## Het station
Het station heeft zijn naam door de gemeente en het nabijgelegen zakenterrein waar het is gelegen. Langs het station rijden de treinen van RER A dat, net zoals het station, eigendom is van het Parijse vervoersbedrijf RATP. Voor Passe Navigo-gebruikers ligt het Noisy-le-Grand - Mont d'Est in zone 4.
Sporen
Langs het station lopen drie sporen:
- Spoor 1, alleen treinen in de richting van Torcy en Marne-la-Vallée - Chessy
- Spoor 2, alleen treinen in de richting van Parijs, Cergy-le-Haut en Poissy
- Spoor Z, dient voor treinen die Noisy-le-Grand - Mont d'Est als eindstation hebben

## Overstapmogelijkheid
- RATP
  - zes buslijnen

- Noctilien
  - twee buslijnen

## Vorig en volgend station
| Richting                   | Vorig station | Lijn  | Volgend station | Richting                 |
| -------------------------- | ------------- | ----- | --------------- | ------------------------ |
| Cergy-le-Haut A3 Poissy A5 | Bry-sur-Marne | RER A | Noisy - Champs  | Marne-la-Vallée - Chessy |